# Coulonges-Thouarsais
Coulonges-Thouarsais – miejscowość i gmina we Francji, w regionie Nowa Akwitania, w departamencie Deux-Sèvres.
Według danych na rok 1990 gminę zamieszkiwało 419 osób, a gęstość zaludnienia wynosiła 24 osób/km² (wśród 1467 gmin regionu Poitou-Charentes Coulonges-Thouarsais plasuje się na 613. miejscu pod względem liczby ludności, natomiast pod względem powierzchni na miejscu 484.).